# کرمیت سینترون
کرمیت سینترون (اسپانیایی: Kermit Cintrón‎؛ زادهٔ ۲۲ اکتبر ۱۹۷۹) بوکسور اهل پورتوریکو بود.